# Osmia frieseana
Osmia frieseana är en biart som beskrevs av Adolpho Ducke 1899. Osmia frieseana ingår i släktet murarbin, och familjen buksamlarbin. Inga underarter finns listade i Catalogue of Life.